# 小行星3170
小行星3170（3170 Dzhanibekov）是一颗绕太阳运转的小行星，为主小行星带小行星。该小行星于1979年9月24日发现。
該小行星以蘇聯太空人弗拉基米爾·賈尼別科夫命名。

## 轨道参数
小行星3170的轨道半长轴为2.9314348 UA，离心率为0.084。